# Eugene Polley

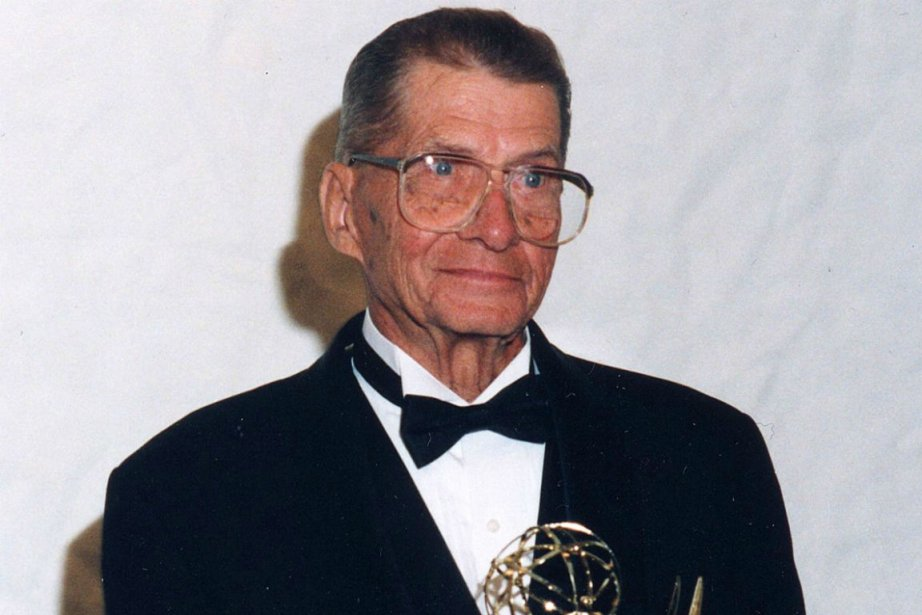
Eugene Polley in 1995

Eugene Joseph Polley (Chicago, 29 november 1915 – Downers Grove, 20 mei 2012) was een Amerikaans technicus en uitvinder. Samen met Robert Adler vond hij de eerste draadloze afstandsbediening voor televisies uit.
Polley bezocht de City College of Chicago en de Armour Institute of Technology, maar brak zijn studie voortijdig af. In 1935 werd hij als vakkenvuller aangenomen bij Zenith Radio Corporation (nu Zenith Electronics), werd later overgeplaatst naar het bedrijfsmagazijn waar hij de eerste bedrijfscatalogus in elkaar zette. Vervolgens ging hij naar de engineersafdeling waar hij onder andere aan radar werkte tijdens de Tweede Wereldoorlog.
Zijn uitvinding uit 1955, op de markt gebracht als de Flash-Matic, gebruikte zichtbaar licht om op afstand een televisietoestel te bedienen die uitgerust was met fotocellen in het scherm. Hiermee kon hij de televisie aan- en uitzetten, het geluid uitschakelen en van zender veranderen. De sensoren waren echter zo gevoelig dat zonlicht het toestel zomaar kon bedienen. Zijn Zenith-collega Adler stelde daarom voor om als alternatief ultrasoon geluid te gebruiken. Tot de intrede van infraroodtechnologie in de jaren 1980 werd Adlers principe algemeen toegepast. Hij ging met pensioen na een 47-jarige carrière bij Zenith waarin hij achttien Amerikaanse octrooien verkreeg.
Samen met Adler deelde hij in 1996-97 de Technology & Engineering Emmy Award voor hun pioniersontwikkeling van draadloze afstandsbediening voor consumententelevisie. En in 2009 werd Polley onderscheiden met de IEEE Consumer Electronics Awards.